# Mouriri eugeniifolia
Mouriri eugeniifolia là một loài thực vật có hoa trong họ Mua. Loài này được Spruce ex Triana mô tả khoa học đầu tiên năm 1871.